# 妙伴
妙伴（読み方不明、慶長9年（1604年）- 寛文4年1月18日（1664年2月14日））は、伊達政宗の側室。村上政重の娘で名は「妙」（たえ）または「妙子」（たえこ）。正式には村上氏と記載。村上姫とも称す。院号は本寿院。
父の村上政重は大坂方の武将で摂州浪士。弟は村上利重という武士で大坂の陣での大坂方敗戦の後、寛永元年（1624年）から400石で伊達家に仕えた。妙伴は寛永の初め頃に政宗の側室となったとされる。
寛永3年（1626年）、四女の千菊姫を産む。政宗は60歳で側室の妙伴は23歳位だったという。
娘の千菊姫はのち、丹後宮津藩主京極高国の妻となり、4男2女をもうけた。
寛文4年（1664年）1月18日没す。法名は妙伴日念本寿院。墓所は仙台市の孝勝寺。